# Lilia Vélez Iglesias
Lilia María Vélez Iglesias es una académica, periodista y activista mexicana reconocida por su trabajo en la educación, el periodismo y la transparencia. Desde 2018 es Directora General Académica en la Universidad Iberoamericana Puebla.
Condujo el programa radiofónico Medieros y fue comentarista en diversos noticiarios como Así Sucede de Grupo ACIR Puebla y de Ultra Sistema de Noticias.

## Trayectoria
Es licenciada en Ciencias de la Comunicación por la Universidad Popular Autónoma del Estado de Puebla, maestra en Ciencias Políticas y Gestión Pública por la Escuela Libre de Derecho de Puebla, y doctora en Sociología por el Instituto de Ciencias Sociales y Humanidades “Alfonso Vélez Pliego” de la Benemérita Universidad Autónoma de Puebla.   
Fue coordinadora de las licenciaturas en Periodismo y Comunicación en la UPAEP en donde también impartió clases durante 13 años. 
En lo que se refiere a su incidencia por la transparencia Lilia Vélez Iglesias se desempeñó como presidenta de la Asociación Mexicana de Derecho a la Información (AMEDI) en el período 2017-2019 y es miembro de México Infórmate, una red de periodistas que difunde el derecho a la información. Asimismo, fue comisionada de la Comisión para el Acceso a la Información Pública del Estado de Puebla (CAIP) en 2010.
En su trabajo por la transparencia también destaca su participación en el nodo de transparencia de la organización Actívate por Puebla, la impartición de cátedras como "Rendición de cuentas en México" y del Consejo Editorial Consultivo de Notimex, agencia oficial de noticias del Estado mexicano.  
Hija de Alfonso Vélez Pliego, rector de la BUAP en la década de 1980, Vélez Iglesias busca homenajear a su padre con "la continuación de su obra en pro de la educación y la ciencia, así como la difusión y conservación del patrimonio arquitectónico, arqueológico, histórico y natural de la Puebla que tanto amó".
Como académica impartió la materia de Derecho a la información en la Ibero Puebla en donde  es directora académica desde  el 1 de agosto de 2018, teniendo a su cargo las áreas de:
- Biblioteca Interactiva
- Centro de Recursos para el Aprendizaje y la Investigación
- Coordinación de Asuntos Académicos Internacionales, los seis departamentos académicos
- Dirección de Servicios Escolares
- Dirección de Investigación y Posgrado
- Instituto de Diseño e Innovación Tecnológica y el Instituto de Investigaciones en Medio Ambiente